# أوست-إيليمسك
أوست-إيليمسك (الروسية: Усть-Илимск) هي إحدى مدن روسيا في الكيان الفدرالي الروسي إركوتسك أوبلاست.

## المناخ
يظهر الجدول التالي التغييرات المناخية على مدار السنة لأوست-إيليمسك:
| البيانات المناخية لـأوست-إيليمسك   | البيانات المناخية لـأوست-إيليمسك | البيانات المناخية لـأوست-إيليمسك | البيانات المناخية لـأوست-إيليمسك | البيانات المناخية لـأوست-إيليمسك | البيانات المناخية لـأوست-إيليمسك | البيانات المناخية لـأوست-إيليمسك | البيانات المناخية لـأوست-إيليمسك | البيانات المناخية لـأوست-إيليمسك | البيانات المناخية لـأوست-إيليمسك | البيانات المناخية لـأوست-إيليمسك | البيانات المناخية لـأوست-إيليمسك | البيانات المناخية لـأوست-إيليمسك | البيانات المناخية لـأوست-إيليمسك |
| الشهر                              | يناير                            | فبراير                           | مارس                             | أبريل                            | مايو                             | يونيو                            | يوليو                            | أغسطس                            | سبتمبر                           | أكتوبر                           | نوفمبر                           | ديسمبر                           | المعدل السنوي                    |
| ---------------------------------- | -------------------------------- | -------------------------------- | -------------------------------- | -------------------------------- | -------------------------------- | -------------------------------- | -------------------------------- | -------------------------------- | -------------------------------- | -------------------------------- | -------------------------------- | -------------------------------- | -------------------------------- |
| الدرجة القصوى °م (°ف)              | 4.0 (39.2)                       | 6.8 (44.2)                       | 20.0 (68.0)                      | 22.8 (73.0)                      | 33.2 (91.8)                      | 35.6 (96.1)                      | 36.1 (97.0)                      | 32.2 (90.0)                      | 30.0 (86.0)                      | 22.0 (71.6)                      | 11.0 (51.8)                      | 2.2 (36.0)                       | 36.1 (97.0)                      |
| متوسط درجة الحرارة الكبرى °م (°ف)  | −18.9 (−2.0)                     | −15.1 (4.8)                      | −4.8 (23.4)                      | 4.1 (39.4)                       | 13.0 (55.4)                      | 21.0 (69.8)                      | 24.2 (75.6)                      | 20.5 (68.9)                      | 12.5 (54.5)                      | 1.9 (35.4)                       | −9.6 (14.7)                      | −17 (1)                          | 2.6 (36.7)                       |
| المتوسط اليومي °م (°ف)             | −23.1 (−9.6)                     | −20.5 (−4.9)                     | −11.4 (11.5)                     | −1.5 (29.3)                      | 7.3 (45.1)                       | 14.5 (58.1)                      | 17.7 (63.9)                      | 14.4 (57.9)                      | 6.8 (44.2)                       | −2.1 (28.2)                      | −13.3 (8.1)                      | −20.7 (−5.3)                     | −2.8 (27.0)                      |
| متوسط درجة الحرارة الصغرى °م (°ف)  | −28.6 (−19.5)                    | −26.8 (−16.2)                    | −19.2 (−2.6)                     | −8.5 (16.7)                      | 0.3 (32.5)                       | 6.8 (44.2)                       | 10.7 (51.3)                      | 8.0 (46.4)                       | 1.4 (34.5)                       | −6.7 (19.9)                      | −18.6 (−1.5)                     | −26.2 (−15.2)                    | −9.1 (15.6)                      |
| أدنى درجة حرارة °م (°ف)            | −53.9 (−65.0)                    | −50 (−58)                        | −45 (−49)                        | −36.1 (−33.0)                    | −12.2 (10.0)                     | −5.0 (23.0)                      | 0.0 (32.0)                       | −4.0 (24.8)                      | −12.2 (10.0)                     | −36.3 (−33.3)                    | −47.8 (−54.0)                    | −52.2 (−62.0)                    | −53.9 (−65.0)                    |
| الهطول مم (إنش)                    | 30.8 (1.21)                      | 16.5 (0.65)                      | 26.5 (1.04)                      | 38.8 (1.53)                      | 41.7 (1.64)                      | 50.4 (1.98)                      | 75.8 (2.98)                      | 62.8 (2.47)                      | 35.7 (1.41)                      | 30.5 (1.20)                      | 33.3 (1.31)                      | 32.4 (1.28)                      | 475.2 (18.7)                     |
| متوسط أيام هطول الأمطار (≥ 0.1 mm) | 15.5                             | 19.6                             | 21.2                             | 17.3                             | 15.8                             | 8.4                              | 7.4                              | 7.9                              | 16.3                             | 23.6                             | 23.9                             | 18.6                             | 195.5                            |
| متوسط الرطوبة النسبية (%)          | 67.7                             | 74.7                             | 69.7                             | 54.7                             | 55.9                             | 56.1                             | 61.2                             | 64.0                             | 73.9                             | 70.6                             | 73.9                             | 64.4                             | 65.6                             |
| ساعات سطوع الشمس الشهرية           | 68.2                             | 112.0                            | 167.4                            | 192.0                            | 229.4                            | 291.0                            | 282.1                            | 291.4                            | 126.0                            | 111.6                            | 72.0                             | 68.2                             | 2٬011٫3                          |
| المصدر: Climatebase.ru             |                                  |                                  |                                  |                                  |                                  |                                  |                                  |                                  |                                  |                                  |                                  |                                  |                                  |

## أعلام
- بيفل بيلوف